# Constant Girard

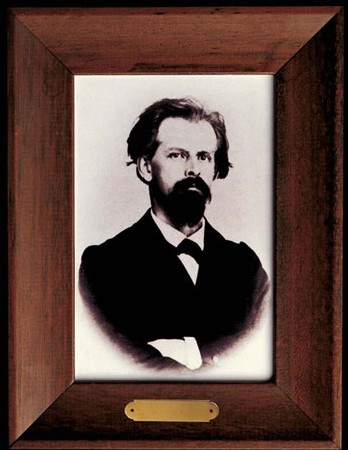
Constant Girard

Constant Girard, nacido en La Chaux-de-Fonds en 1825 y fallecido en la misma ciudad en 1903, fue un relojero suizo que ha marcado su época por sus desarrollos sobre los sistemas de escape y, en particular, el del tourbillon. Su reloj más conocido, el « Tourbillon bajo tres Puentes de oro » sigue siendo fabricado en nuestros días en versiones modernas por la heredera de su actividad, la Manufactura relojera suiza Girard-Perregaux.

## Biografía
La carrera de Constant Girard, nacido en Othenin-Girard, debuta como aprendiz de un relojero de La Sagne, en las montañas de Neuchâtel (Suiza). En 1945, se asocia con el relojero C. Robert. Desde 1852, ejerce su profesión bajo el nombre de « Girard & Cie », junto a su hermano mayor Numa1.
En 1854 contrae matrimonio con Marie Perregaux (1831-1912), perteneciente a una familia de relojeros, y los dos fundan en La Chaux-de-Fonds la manufactura relojera que porta hasta nuestros días los dos patronímicos: Girard-Perregaux. Sus negocios se desarrollan rápidamente, llegando hasta América y Japón.
Igualmente, Constant Girard-Perregaux toma parte activa en la vida social, política y económica de La Chaux-de-Fonds, formando parte de las autoridades1. Fallece en 1903. Su empresa relojera prosigue sus actividades hasta nuestros días : se trata de la manufactura Girard-Perregaux, en La Chaux-de-Fonds.

## El Tourbillon bajo tres Puentes de oro

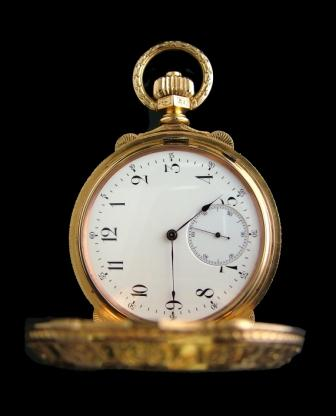
La Esmeralda, El Tourbillon bajo tres Puentes de oro, medalla de oro de la Exposición Universal de París 1889

Constant Girard consagra largos años a estudiar y realizar diversos sistemas de escape y, en particular, el del tourbillon. Inventado a comienzos del siglo XIX, el tourbillon permite compensar las desviaciones de marcha de un reloj, causadas por la gravedad terrestre en las posiciones verticales, gracias a una caja móvil que alberga el órgano regulador.
Constant Girard integra este dispositivo en una nueva arquitectura: los tres puentes que mantienen las piezas del movimiento son rediseñadas en forma de flechas y dispuestas en paralelo. El movimiento deja de ser solo un elemento técnico y funcional para convertirse también en un elemento estético con entidad propia. Con un diseño patentado en 1884, su Tourbillon bajo tres Puentes de oro se ve coronado por una medalla de oro en la Exposición Universal de París en 1889.

## Otras realizaciones
Constant Girard se interesa igualmente y se ilustra por sus cronómetros. Uno de ellos obtiene durante 17 años el récord de precisión concedido por el Observatorio de Neuchâtel. Las realizaciones de Girard-Perregaux son recompensadas por varias medallas de oro y diplomas en exposiciones en Europa y América.
Constant Girard destaca igualmente en los relojes llamados “complicados”: fabrica relojes de repetición de minutos, relojes doble-cara con indicación de fases lunares. Miniaturiza los movimientos para integrar sus relojes en colgantes. 
Igualmente, es un innovador. Como respuesta a un pedido hecho por emperador alemán Guillermo I, realiza su primera fabricación en serie de relojes de pulsera: 2.000 piezas destinadas a los oficiales de la marina alemana. 
Algunas de sus creaciones están expuestas en el Museo Girard-Perregaux en La Chaux-de-Fonds.